# Halve Maan (Goirle)
Halve Maan is de naam van een natuurgebied bij Goirle, dat is gelegen tussen de Regte Heide in het noorden en Ooijevaarsnest in het zuiden. Het heeft een omvang van 125 ha.
Het betreft een complex van gemeentebossen, toebehorend aan de gemeente Goirle, dat in 1992 voor het symbolische bedrag van 1 gulden werd verkocht aan de Stichting Brabants Landschap. Het gebied bestaat voornamelijk uit naaldbos met Corsicaanse den, Europese lariks en Amerikaanse eik, en er ligt een ven, eveneens Halve Maan geheten. Dit ven is uitgebaggerd en er huist tegenwoordig een kolonie Canadese ganzen.
Ten westen van de Halve Maan ligt het Riels Laag met de beek de Oude Leij en ten oosten ligt de Poppelsche Leij.